# Iurii Leonov
Pour les articles homonymes, voir Leonov.
Iurii Vladimirovitş Leonov - en russe Юрий Владимирович Леонов Iouri Vladimirovitch Leonov, et en anglais : Yuri Leonov- (né le 28 avril 1963 à Öskemen (anciennement Oust-Kamenogorsk) en République socialiste soviétique kazakhe) est un joueur professionnel kazakh de hockey sur glace devenu entraîneur.

## Biographie

### Carrière de joueur
En 1982, il commence sa carrière avec le Yenbek Alma-Ata dans la Vyschaïa Liga. Il rejoint la saison suivante le HK Dinamo Moscou et remporte le championnat d'URSS 1990 et 1991. Il part quatre saisons au HC Ambri-Piotta dans la LNA avant d'évoluer en Slovénie et Italie. Il a remporté la Superliga 1995 avec le Dinamo Moscou. Il ajoute à son palmarès le championnat de Norvège 1997 et 2000 avec le Storhamar Dragons. Il met un terme à sa carrière en 2002 après une saison au HK CSKA Moscou.

### Carrière internationale
Il a représenté l'URSS au niveau international.

### Carrière d'entraîneur
En 2008, il devient entraîneur du HK VMF Saint-Pétersbourg dans la Vyschaïa Liga

## Statistiques
Pour les significations des abréviations, voir Statistiques du hockey sur glace.

### En club
| Saison    | Équipe            | Ligue         |    | Saison régulière | Saison régulière | Saison régulière | Saison régulière | Saison régulière |    | Séries éliminatoires | Séries éliminatoires | Séries éliminatoires | Séries éliminatoires | Séries éliminatoires |
| Saison    | Équipe            | Ligue         | PJ | B                | A                | Pts              | Pun              | PJ               | B  | A                    | Pts                  | Pun                  |                      |                      |
| 1982-1983 | Yenbek Alma-Ata   | Vyschaïa Liga |    |                  |                  |                  |                  |                  |    |                      |                      |                      |                      |                      |
| 1983-1984 | Dinamo Moscou     | URSS          | 30 | 5                | 5                | 10               | 4                |                  |    |                      |                      |                      |                      |                      |
| 1984-1985 | Dinamo Moscou     | URSS          | 29 | 21               | 9                | 30               | 2                |                  |    |                      |                      |                      |                      |                      |
| 1985-1986 | Dinamo Moscou     | URSS          | 39 | 6                | 11               | 17               | 14               |                  |    |                      |                      |                      |                      |                      |
| 1986-1987 | Dinamo Moscou     | URSS          | 37 | 11               | 9                | 20               | 16               |                  |    |                      |                      |                      |                      |                      |
| 1987-1988 | Dinamo Moscou     | URSS          | 40 | 17               | 11               | 28               | 26               |                  |    |                      |                      |                      |                      |                      |
| 1988-1989 | Dinamo Moscou     | URSS          | 35 | 12               | 10               | 22               | 12               |                  |    |                      |                      |                      |                      |                      |
| 1989-1990 | Dinamo Moscou     | URSS          | 47 | 20               | 20               | 40               | 26               |                  |    |                      |                      |                      |                      |                      |
| 1990-1991 | Dinamo Moscou     | URSS          | 41 | 11               | 9                | 20               | 21               |                  |    |                      |                      |                      |                      |                      |
| 1991-1992 | HC Ambri-Piotta   | LNA           | 41 | 31               | 30               | 61               | 44               |                  |    |                      |                      |                      |                      |                      |
| 1992-1993 | HC Ambri-Piotta   | LNA           | 24 | 14               | 14               | 28               | 47               | 2                | 1  | 4                    | 5                    | 0                    |                      |                      |
| 1993-1994 | HC Ambri-Piotta   | LNA           | 22 | 6                | 6                | 12               | 12               | --               | -- | --                   | --                   | --                   |                      |                      |
| 1993-1994 | Triglav Kranj     | Slovénie      |    | 37               | 33               | 70               |                  |                  |    |                      |                      |                      |                      |                      |
| 1994-1995 | HC Devils Milano  | Serie A       | 3  | 0                | 1                | 1                | 0                |                  |    |                      |                      |                      |                      |                      |
| 1994-1995 | HC Devils Milano  | Alpenliga     | 3  | 1                | 0                | 1                | 2                |                  |    |                      |                      |                      |                      |                      |
| 1994-1995 | Dinamo Moscou     | Superliga     | 20 | 7                | 5                | 12               | 6                | --               | -- | --                   | --                   | --                   |                      |                      |
| 1995-1996 | Dinamo Moscou     | Superliga     | 40 | 7                | 13               | 20               | 32               |                  |    |                      |                      |                      |                      |                      |
| 1996-1997 | Storhamar Dragons | Eliteserien   | 37 | 27               | 40               | 67               | 85               | 3                | 0  | 1                    | 1                    | 2                    |                      |                      |
| 1997-1998 | Dinamo Moscou     | Superliga     | 39 | 8                | 17               | 25               | 36               |                  |    |                      |                      |                      |                      |                      |
| 1998-1999 | Avangard Omsk     | Superliga     | 11 | 0                | 3                | 3                | 16               | 2                | 0  | 0                    | 0                    | 2                    |                      |                      |
| 1999-2000 | Storhamar Dragons | Eliteserien   | 22 | 9                | 20               | 29               | 8                | 1                | 0  | 1                    | 1                    | 0                    |                      |                      |
| 2000-2001 | Storhamar Dragons | Eliteserien   | 8  | 1                | 0                | 1                | 6                |                  |    |                      |                      |                      |                      |                      |
| 2001-2002 | HK CSKA Moscou    | Superliga     | 19 | 1                | 4                | 5                | 10               |                  |    |                      |                      |                      |                      |                      |

### En équipe nationale
| Année | Compétition          |   | PJ | B | A | Pts | Pun           |  | Résultat |
| 1990  | Championnat du monde | 8 | 0  | 2 | 2 | 4   | Médaille d'or |  |          |